# Caio Mário Marcelo Otávio Públio Clúvio Rufo
Caio Mário Marcelo Otávio Públio Clúvio Rufo (em latim: Gaius Marius Marcellus Octavius Publius Cluvius Rufus) foi um senador romano nomeado cônsul sufecto para o nundínio de maio a junho de 80 com Lúcio Élio Lamia Pláucio Eliano. Sua família veio da Itália, presumivelmente de Verona. Era neto por parte de mãe do historiador e cônsul sufecto (em data desconhecida) Marco Clúvio Rufo.
Duas cartas de Plínio, o Jovem, foram endereçadas a ele. Na primeira, Rufo informa os residentes da Hispânia Bética que ele não poderá advogar para eles num processo contra o governador da província por extorsão. Na segunda, Plínio reclama com ele por não desejar publicar suas obras.